# Daniel Monzón Jerez
Daniel Monzón Jerez (Palma, Mallorca, 17 de juliol de 1968) és un director, guionista i actor mallorquí. Va rebre el Premi Goya al millor director el 2010 per la pel·lícula Celda 211.

## Filmografia

### Com a director
- El corazón del guerrero (1999)
- El robo más grande jamás contado (2002)
- La caixa Kovak (The Kovak Box) (2007)
- Celda 211 (2009)
- El Niño (2014)

### Com a guionista
- Celda 211 (2009)
- La caixa Kovak (2007)
- El robo más grande jamás contado (2002)
- El corazón del guerrero (1999)
- Desvío al paraíso (1994)

### Com a actor
- Torrente, el brazo tonto de la ley (1998)

## Premis i nominacions

### Premis[3]
- 2001: Premi Méliès d'Argent del Festival de Cine Fantàstic d'Amsterdam per El corazón del guerrero
- 2001: Premi del Festival de Cine Fantàstic de Mont-real a la millor pel·lícula internacional per El corazón del guerrero
- 2006: Premi del Públic del Festival de Cine Fantàstic de Lund per La caixa Kovak
- 2010: Premi Goya al millor guió adaptat per Celda 211
- 2010: Premi Goya al millor director per Celda 211
- 2010: Premi Mestre Mateo a la millor direcció
- 2010: Premi ACIB de l'Associació de Cineastes de les Illes Balears

### Nominacions
- 2001: Premi Goya al millor director novell per El corazón del guerrero
- 2015: Gaudí a la millor direcció per El Niño